# Popigaikrater
De Popigaikrater is een inslagkrater in Siberië, Rusland.

## Formaat
Samen met het Manicouagan Reservoir is het de op drie na grootste inslagkrater ter wereld. Een grote meteoriet heeft de krater met een diameter van 100 kilometer ongeveer 35 miljoen jaar geleden gevormd. De Popigaikrater is mogelijk tegelijk ontstaan met de Chesapeake Bay-krater en Toms Canyon-krater.

## Meteoriet
De meteoriet die de krater heeft doen ontstaan was mogelijk een chondritische planetoïde met een diameter van 8 kilometer, of een stony planetoïde met een diameter van 5 kilometer.

## Inslag
De schok en druk van de inslag veranderde grafiet in de grond meteen in diamant binnen een straal van 13,6 kilometer van de plek van de inslag. Mogelijk heeft deze ene inslag meer diamanten gevormd dan er normaal bij natuurlijke processen op Aarde ontstaan.

## Type
Popigai is het beste voorbeeld van dit type krater. Drie andere kraters zijn groter, maar liggen onder een dik pakket sediment begraven (Chicxulub), zijn sterk vervormd (Sudbury), of door erosie aangetast (Vredefortkrater).